# Polyphyllia novaehiberniae
Polyphyllia novaehiberniae är en korallart som först beskrevs av René-Primevère Lesson 1831.  Polyphyllia novaehiberniae ingår i släktet Polyphyllia och familjen Fungiidae. IUCN kategoriserar arten globalt som nära hotad. Inga underarter finns listade i Catalogue of Life.